# Hammad Badr
Hammad Badr Mohamed Bani (* 7. Januar 1984) ist ein Radrennfahrer aus den Vereinigten Arabischen Emiraten.
2008 gewann Hammad Badr die Arab Gulf Cycling Championship im Straßenrennen und im Einzelzeitfahren. Im selben Jahr gewann er das Eintagesrennen H. H. Vice President Cup, und errang erstmals den nationalen Titel im Einzelzeitfahren. 2009 holte er zwei Medaillen bei der Arab Gulf Cycling Championship, im Mannschafts- sowie im Einzelzeitfahren. Bis 2017 errang er insgesamt fünf Meistertitel in den Emiraten.

## Erfolge
2008
- Arab Gulf Cycling Championship – Straßenrennen, Einzelzeitfahren
- H. H. Vice President Cup
- Nationaler Meister – Einzelzeitfahren

2009
- Arab Gulf Cycling Championship – Mannschaftszeitfahren
- Arab Gulf Cycling Championship – Einzelzeitfahren
- Nationaler Meister – Einzelzeitfahren

2011
- Nationaler Meister – Straßenrennen

2012
- Nationaler Meister – Straßenrennen

2014
- Arab Clubs’ Cycling Championship – Mannschaftszeitfahren
- Nationaler Meister – Einzelzeitfahren

2015
- Nationaler Meister – Einzelzeitfahren

## Teams
- 2007 Doha Team
- 2008 Doha Team
- 2009 Doha Team
- 2011 Centre Mondial du Cyclisme
- 2016 Al Nasr Dubai Pro Cycling Team